# Austropezia
Austropezia — рід грибів родини Arachnopezizaceae. Назва вперше опублікована 1987 року.

## Класифікація
До роду Austropezia відносять 1 вид:
- Austropezia samuelsii